# بيريميدين
البايريميدين أو البيريميدين هو عبارة عن قاعدة عضوية متبلمرة يكون أحد الوحدات الأساسية لبناء الـ DNA والـ RNA (أو الحمض النووي الريبوزي منقوص الأكسيجين والحمض الريبوزي) وعبارة عن نظام سداسي ذو حلقة واحدة يحوي ذرتي نتروجين، فهو بذلك ينتمي إلى مجموعة مركبات الديازينات. 
لها هيكل مؤلف من حلقة سداسية(بنزينية) تحوي على الآزوت يُشتق منها:
- -الثايمين ويرمز إليه بـ(T)كما يسمى (2, 4 منقوص الأوكسجين 5 ميتيل البايريميدين) = (5 ميتيل
- -اليوراسيل) و السيتوزين (Cytosine) و يرمز له بـ(C) كما يسمى (2 -أوكسي 4 -أمينو البايريميدين) و
- -اليوراسيل (Uracil)و يرمز إليه بـ(U)كما يسمى ( 2, 4 بايريميدين منقوص الأوكسجين) يتواجد عادة بدل
- -التايمين في الرنا ويختلف عن التايمين بنقص مجموعة ميتيل على حلقته . ولا يتواجد اليوراسيل عادة في الدنا يتواجد فقط في حالة حصول كسر مع السيتورين

بعض البايريميدينات التركيبية وتطبيقاتها البيولوجية: 1- ألوكسان (2 ,4 , 5,6 ثلاثي أوكسي البايريميدين) والذي ينتج السكري التجريبي في الحيوانات. 2- ثيويوراسيل والمركبات المتعلقة به تستخدم في علاج فرط الدرقية. 3- 5فلور اليوراسيل يستخدم في العلاج الكيميائي للسرطان. 4- آزيدوثايميدين ويستخدم كعقار مضاد للفيروسات

## أنواع البيريميدين
يمكن اشتقاق ثلاث أنواع من البيريميدين وهي كما يلي: 
- سيتوزين
- ثايمين
- يوراسيل

السيتوزين يدخل في تكوين الحمض النووي الريبي والحمض الريبي، بينما يوجد الثايمين في الدي.ان.ايه (الحمض النووي الريبي منقوص الأوكسجين) فقط، واليوراسيل فقط في آر.إن.إيه (الحمض الريبي).